# Llista d'especialitats 25 de la Nomenclatura de la UNESCO
Llista d'especialitats del camp 25 (Ciències de la Terra i de l'espai) de la Nomenclatura de la UNESCO:
| Disciplina                                                   | Codi      | Especialitat                                                   |
| ------------------------------------------------------------ | --------- | -------------------------------------------------------------- |
| 2501 Ciències de l'Atmosfera (vegeu 2502 i 2509)             | 2501.01   | Aeronomia                                                      |
| 2501 Ciències de l'Atmosfera (vegeu 2502 i 2509)             | 2501.02   | Resplendor celeste                                             |
| 2501 Ciències de l'Atmosfera (vegeu 2502 i 2509)             | 2501.03   | Interacció mar-aire (vegeu 2510.08)                            |
| 2501 Ciències de l'Atmosfera (vegeu 2502 i 2509)             | 2501.04   | Acústica atmosfèrica (vegeu 2201)                              |
| 2501 Ciències de l'Atmosfera (vegeu 2502 i 2509)             | 2501.05   | Química atmosfèrica                                            |
| 2501 Ciències de l'Atmosfera (vegeu 2502 i 2509)             | 2501.06   | Dinàmica atmosfèrica                                           |
| 2501 Ciències de l'Atmosfera (vegeu 2502 i 2509)             | 2501.07   | Electricitat atmosfèrica                                       |
| 2501 Ciències de l'Atmosfera (vegeu 2502 i 2509)             | 2501.08   | Òptica atmosfèrica (vegeu 2209)                                |
| 2501 Ciències de l'Atmosfera (vegeu 2502 i 2509)             | 2501.09   | Radioactivitat atmosfèrica (vegeu 2208.06 i 2212.13)           |
| 2501 Ciències de l'Atmosfera (vegeu 2502 i 2509)             | 2501.10   | Estructura atmosfèrica                                         |
| 2501 Ciències de l'Atmosfera (vegeu 2502 i 2509)             | 2501.11   | Termodinàmica atmosfèrica                                      |
| 2501 Ciències de l'Atmosfera (vegeu 2502 i 2509)             | 2501.12   | Turbulència atmosfèrica                                        |
| 2501 Ciències de l'Atmosfera (vegeu 2502 i 2509)             | 2501.13   | Aurora                                                         |
| 2501 Ciències de l'Atmosfera (vegeu 2502 i 2509)             | 2501.14   | Física dels núvols                                             |
| 2501 Ciències de l'Atmosfera (vegeu 2502 i 2509)             | 2501.15   | Rajos còsmics (vegeu 2101.03)                                  |
| 2501 Ciències de l'Atmosfera (vegeu 2502 i 2509)             | 2501.16   | Difusió (atmosfèrica)                                          |
| 2501 Ciències de l'Atmosfera (vegeu 2502 i 2509)             | 2501.17   | Pulsacions geomagnètiques                                      |
| 2501 Ciències de l'Atmosfera (vegeu 2502 i 2509)             | 2501.18   | Ionosfera                                                      |
| 2501 Ciències de l'Atmosfera (vegeu 2502 i 2509)             | 2501.19   | Partícules magnetosfèriques                                    |
| 2501 Ciències de l'Atmosfera (vegeu 2502 i 2509)             | 2501.20   | Ones magnetoesfèriques                                         |
| 2501 Ciències de l'Atmosfera (vegeu 2502 i 2509)             | 2501.21   | Models numèrics                                                |
| 2501 Ciències de l'Atmosfera (vegeu 2502 i 2509)             | 2501.22   | Física de les precipitacions                                   |
| 2501 Ciències de l'Atmosfera (vegeu 2502 i 2509)             | 2501.23   | Transferència radiactiva                                       |
| 2501 Ciències de l'Atmosfera (vegeu 2502 i 2509)             | 2501.24   | Vent solar                                                     |
| 2501 Ciències de l'Atmosfera (vegeu 2502 i 2509)             | 2501.99   | Altres (especifiqueu)                                          |
| 2502 Climatologia (vegeu 2501, 2505 i 2509)                  | 2502.01   | Climatologia analítica                                         |
| 2502 Climatologia (vegeu 2501, 2505 i 2509)                  | 2502.02   | Climatologia aplicada                                          |
| 2502 Climatologia (vegeu 2501, 2505 i 2509)                  | 2502.03   | Bioclimatologia                                                |
| 2502 Climatologia (vegeu 2501, 2505 i 2509)                  | 2502.04   | Microclimatologia                                              |
| 2502 Climatologia (vegeu 2501, 2505 i 2509)                  | 2502.05   | Paleoclimatologia                                              |
| 2502 Climatologia (vegeu 2501, 2505 i 2509)                  | 2502.06   | Climatologia física                                            |
| 2502 Climatologia (vegeu 2501, 2505 i 2509)                  | 2502.07   | Climatologia regional                                          |
| 2502 Climatologia (vegeu 2501, 2505 i 2509)                  | 2502.07-1 | Muntanya                                                       |
| 2502 Climatologia (vegeu 2501, 2505 i 2509)                  | 2502.99   | Altres (especifiqueu)                                          |
| 2503 Geoquímica                                              | 2503.01   | Cosmoquímica (vegeu 2101 12, 2102.02 i 2104.04)                |
| 2503 Geoquímica                                              | 2503.02   | Petrologia experimental                                        |
| 2503 Geoquímica                                              | 2503.03   | Exploració geoquímica                                          |
| 2503 Geoquímica                                              | 2503.04   | Geocronologia i radioisòtops                                   |
| 2503 Geoquímica                                              | 2503.05   | Geoquímica d'altes temperatures                                |
| 2503 Geoquímica                                              | 2503.06   | Geoquímica de baixes temperatures                              |
| 2503 Geoquímica                                              | 2503.07   | Geoquímica orgànica                                            |
| 2503 Geoquímica                                              | 2503.08   | Isòtops estables                                               |
| 2503 Geoquímica                                              | 2503.09   | Distribució d'oligoelements                                    |
| 2503 Geoquímica                                              | 2503.90   | Geoquímica sedimentària                                        |
| 2503 Geoquímica                                              | 2503.99   | Altres (especifiqueu)                                          |
| 2504 Geodèsia                                                | 2504.01   | Astronomia geodèsica (vegeu 2103.01)                           |
| 2504 Geodèsia                                                | 2504.02   | Cartografia geodèsica                                          |
| 2504 Geodèsia                                                | 2504.03   | Navegació geodèsica                                            |
| 2504 Geodèsia                                                | 2504.04   | Fotogrametria geodèsica                                        |
| 2504 Geodèsia                                                | 2504.05   | Agrimensura geodèsica                                          |
| 2504 Geodèsia                                                | 2504.06   | Física geodèsica                                               |
| 2504 Geodèsia                                                | 2504.07   | Geodèsia per satèl·lit ((vegeu 3324.01)                        |
| 2504 Geodèsia                                                | 2504.08   | Geodèsia teòrica                                               |
| 2504 Geodèsia                                                | 2504.90   | Xarxes geodèsiques i deformacions                              |
| 2504 Geodèsia                                                | 2504.99   | Altres (especifiqueu)                                          |
| 2505 Geografia (vegeu 54)                                    | 2505.01   | Biogeografia (vegeu 5403)                                      |
| 2505 Geografia (vegeu 54)                                    | 2505.01-1 | Fitogeografia                                                  |
| 2505 Geografia (vegeu 54)                                    | 2505.01-2 | Zoogeografia                                                   |
| 2505 Geografia (vegeu 54)                                    | 2505.02   | Cartografia geogràfica                                         |
| 2505 Geografia (vegeu 54)                                    | 2505.03   | Geografia dels recursos naturals                               |
| 2505 Geografia (vegeu 54)                                    | 2505.03-1 | Muntanya                                                       |
| 2505 Geografia (vegeu 54)                                    | 2505.04   | Utilització del sòl (vegeu 5401.03)                            |
| 2505 Geografia (vegeu 54)                                    | 2505.05   | Teoria de la localització                                      |
| 2505 Geografia (vegeu 54)                                    | 2505.06   | Geografia mèdica                                               |
| 2505 Geografia (vegeu 54)                                    | 2505.07   | Geografia física                                               |
| 2505 Geografia (vegeu 54)                                    | 2505.08   | Geografia topogràfica                                          |
| 2505 Geografia (vegeu 54)                                    | 2505.09   | Geomorfologia                                                  |
| 2505 Geografia (vegeu 54)                                    | 2505.10   | Pedologia                                                      |
| 2505 Geografia (vegeu 54)                                    | 2505.11   | Paleogeografia                                                 |
| 2505 Geografia (vegeu 54)                                    | 2505.12   | Hidrografia                                                    |
| 2505 Geografia (vegeu 54)                                    | 2505.13   | Geografia matemàtica                                           |
| 2505 Geografia (vegeu 54)                                    | 2505.99   | Altres (especifiqueu)                                          |
| 2506 Geologia                                                | 2506.01   | Geologia regional                                              |
| 2506 Geologia                                                | 2506.02   | Geologia del carbó (vegeu 3318.01 i 3321)                      |
| 2506 Geologia                                                | 2506.03   | Enginyeria geològica                                           |
| 2506 Geologia                                                | 2506.04   | Geologia històrica                                             |
| 2506 Geologia                                                | 2506.05   | Hidrogeologia (vegeu 2508)                                     |
| 2506 Geologia                                                | 2506.06   | Campanyes geològiques                                          |
| 2506 Geologia                                                | 2506.07   | Cristal·lografia                                               |
| 2506 Geologia                                                | 2506.08   | Energia i processos geotèrmics (vegeu 3322.05)                 |
| 2506 Geologia                                                | 2506.09   | Geologia glacial (vegeu 2508.03)                               |
| 2506 Geologia                                                | 2506.10   | Jaciments minerals                                             |
| 2506 Geologia                                                | 2506.11   | Mineralogia                                                    |
| 2506 Geologia                                                | 2506.12   | Geologia del petroli (vegeu 3321)                              |
| 2506 Geologia                                                | 2506.13   | Petrologia ígnia i metamòrfica                                 |
| 2506 Geologia                                                | 2506.14   | Petrologia sedimentària                                        |
| 2506 Geologia                                                | 2506.14-1 | Carbó                                                          |
| 2506 Geologia                                                | 2506.15   | Fotogeologia                                                   |
| 2506 Geologia                                                | 2506.16   | Teledetecció (geologia)                                        |
| 2506 Geologia                                                | 2506.17   | Mecànica de roques                                             |
| 2506 Geologia                                                | 2506.18   | Sedimentologia                                                 |
| 2506 Geologia                                                | 2506.19   | Estratigrafia                                                  |
| 2506 Geologia                                                | 2506.19-1 | Paleontologia estratigràfica                                   |
| 2506 Geologia                                                | 2506.20   | Geologia estructural                                           |
| 2506 Geologia                                                | 2506.21   | Vulcanologia                                                   |
| 2506 Geologia                                                | 2506.22   | Anàlisi de diagrafies                                          |
| 2506 Geologia                                                | 2506.99   | Altres (especifiqueu)                                          |
| 2507 Geofísica                                               | 2507.01   | Geomagnetisme i prospecció magnètica                           |
| 2507 Geofísica                                               | 2507.02   | Gravetat (terrestre) i prospecció gravimètrica (vegeu 2212.05) |
| 2507 Geofísica                                               | 2507.03   | Fluixos de calor (terrestre)                                   |
| 2507 Geofísica                                               | 2507.04   | Paleomagnetisme                                                |
| 2507 Geofísica                                               | 2507.05   | Sismologia i exploració sísmica                                |
| 2507 Geofísica                                               | 2507.06   | Geofísica de la massa sòlida terrestre                         |
| 2507 Geofísica                                               | 2507.07   | Tectònica                                                      |
| 2507 Geofísica                                               | 2507.90   | Estructura litosfèrica                                         |
| 2507 Geofísica                                               | 2507.99   | Altres (especifiqueu)                                          |
| 2508 Hidrologia (vegeu 2505 i 2506.05)                       | 2508.01   | Erosió (aigua)                                                 |
| 2508 Hidrologia (vegeu 2505 i 2506.05)                       | 2508.02   | Evaporació                                                     |
| 2508 Hidrologia (vegeu 2505 i 2506.05)                       | 2508.03   | Glaciologia (vegeu 2506.09 i 2508.07)                          |
| 2508 Hidrologia (vegeu 2505 i 2506.05)                       | 2508.04   | Aigües subterrànies                                            |
| 2508 Hidrologia (vegeu 2505 i 2506.05)                       | 2508.05   | Hidrobiologia                                                  |
| 2508 Hidrologia (vegeu 2505 i 2506.05)                       | 2508.06   | Hidrogeologia                                                  |
| 2508 Hidrologia (vegeu 2505 i 2506.05)                       | 2508.07   | Gel (vegeu 2508.03 i 2510.09)                                  |
| 2508 Hidrologia (vegeu 2505 i 2506.05)                       | 2508.08   | Limnologia                                                     |
| 2508 Hidrologia (vegeu 2505 i 2506.05)                       | 2508.09   | Neus perpètues                                                 |
| 2508 Hidrologia (vegeu 2505 i 2506.05)                       | 2508.10   | Precipitacions                                                 |
| 2508 Hidrologia (vegeu 2505 i 2506.05)                       | 2508.11   | Qualitat de l'aigua (vegeu 2303.31, 3308.06 i 3308.11)         |
| 2508 Hidrologia (vegeu 2505 i 2506.05)                       | 2508.12   | Neu                                                            |
| 2508 Hidrologia (vegeu 2505 i 2506.05)                       | 2508.13   | Humitat del sòl                                                |
| 2508 Hidrologia (vegeu 2505 i 2506.05)                       | 2508.14   | Aigües superficials                                            |
| 2508 Hidrologia (vegeu 2505 i 2506.05)                       | 2508.15   | Transpiració                                                   |
| 2508 Hidrologia (vegeu 2505 i 2506.05)                       | 2508.99   | Altres (especifiqueu)                                          |
| 2509 Meteorologia (vegeu 2501 i 2502)                        | 2509.01   | Meteorologia agrícola                                          |
| 2509 Meteorologia (vegeu 2501 i 2502)                        | 2509.02   | Pol·lució atmosfèrica (vegeu 3308.01)                          |
| 2509 Meteorologia (vegeu 2501 i 2502)                        | 2509.03   | Previsió meteorològica                                         |
| 2509 Meteorologia (vegeu 2501 i 2502)                        | 2509.04   | Hidrometeorologia (vegeu 2508)                                 |
| 2509 Meteorologia (vegeu 2501 i 2502)                        | 2509.05   | Meteorologia industrial                                        |
| 2509 Meteorologia (vegeu 2501 i 2502)                        | 2509.06   | Meteorologia marina                                            |
| 2509 Meteorologia (vegeu 2501 i 2502)                        | 2509.07   | Mesometeorologia                                               |
| 2509 Meteorologia (vegeu 2501 i 2502)                        | 2509.08   | Micrometeorologia                                              |
| 2509 Meteorologia (vegeu 2501 i 2502)                        | 2509.09   | Predicció numèrica meteorològica                               |
| 2509 Meteorologia (vegeu 2501 i 2502)                        | 2509.10   | Observació meteorològica a curt termini                        |
| 2509 Meteorologia (vegeu 2501 i 2502)                        | 2509.11   | Predicció operacional meteorològica                            |
| 2509 Meteorologia (vegeu 2501 i 2502)                        | 2509.12   | Meteorologia polar                                             |
| 2509 Meteorologia (vegeu 2501 i 2502)                        | 2509.13   | Meteorologia per radar                                         |
| 2509 Meteorologia (vegeu 2501 i 2502)                        | 2509.14   | Radiometeorologia                                              |
| 2509 Meteorologia (vegeu 2501 i 2502)                        | 2509.15   | Meteorologia amb coets                                         |
| 2509 Meteorologia (vegeu 2501 i 2502)                        | 2509.16   | Meteorologia per satèl·lit (vegeu 3324.01)                     |
| 2509 Meteorologia (vegeu 2501 i 2502)                        | 2509.17   | Meteorologia sinòptica                                         |
| 2509 Meteorologia (vegeu 2501 i 2502)                        | 2509.18   | Meteorologia tropical                                          |
| 2509 Meteorologia (vegeu 2501 i 2502)                        | 2509.19   | Anàlisi del temps                                              |
| 2509 Meteorologia (vegeu 2501 i 2502)                        | 2509.20   | Canvi climàtic                                                 |
| 2509 Meteorologia (vegeu 2501 i 2502)                        | 2509.99   | Altres (especifiqueu)                                          |
| 2510 Oceanografia                                            | 2510.01   | Oceanografia biològica                                         |
| 2510 Oceanografia                                            | 2510.02   | Oceanografia química                                           |
| 2510 Oceanografia                                            | 2510.03   | Oceanografia descriptiva                                       |
| 2510 Oceanografia                                            | 2510.04   | Botànica marina (vegeu 2417.05)                                |
| 2510 Oceanografia                                            | 2510.05   | Zoologia marina (vegeu 2401.19)                                |
| 2510 Oceanografia                                            | 2510.06   | Processos del fons marí                                        |
| 2510 Oceanografia                                            | 2510.07   | Oceanografia física (vegeu 5603.04)                            |
| 2510 Oceanografia                                            | 2510.08   | Interaccions mar-aire (vegeu 2501.03 i 2509.06)                |
| 2510 Oceanografia                                            | 2510.09   | Gel marí(vegeu 2508.07)                                        |
| 2510 Oceanografia                                            | 2510.10   | Processos litorals o sublitorals                               |
| 2510 Oceanografia                                            | 2510.11   | Acústica submarina                                             |
| 2510 Oceanografia                                            | 2510.90   | Geologia marina                                                |
| 2510 Oceanografia                                            | 2510.90-1 | Dinàmica sedimentària                                          |
| 2510 Oceanografia                                            | 2510.91   | Recursos renovables                                            |
| 2510 Oceanografia                                            | 2510.92   | Aqüicultura marina                                             |
| 2510 Oceanografia                                            | 2510.99   | Altres (especifiqueu)                                          |
| 2511 Edafologia (Ciències del Sòl) (vegeu 3103.12 i 3103.13) | 2511.01   | Bioquímica del sòl                                             |
| 2511 Edafologia (Ciències del Sòl) (vegeu 3103.12 i 3103.13) | 2511.02   | Biologia de sòls                                               |
| 2511 Edafologia (Ciències del Sòl) (vegeu 3103.12 i 3103.13) | 2511.03   | Cartografia de sòls                                            |
| 2511 Edafologia (Ciències del Sòl) (vegeu 3103.12 i 3103.13) | 2511.04   | Química de sòls                                                |
| 2511 Edafologia (Ciències del Sòl) (vegeu 3103.12 i 3103.13) | 2511.05   | Classificació de sòls                                          |
| 2511 Edafologia (Ciències del Sòl) (vegeu 3103.12 i 3103.13) | 2511.06   | Conservació de sòls                                            |
| 2511 Edafologia (Ciències del Sòl) (vegeu 3103.12 i 3103.13) | 2511.07   | Enginyeria de sòls                                             |
| 2511 Edafologia (Ciències del Sòl) (vegeu 3103.12 i 3103.13) | 2511.08   | Mecànica de sòls (agricultura)                                 |
| 2511 Edafologia (Ciències del Sòl) (vegeu 3103.12 i 3103.13) | 2511.09   | Microbiologia de sòls                                          |
| 2511 Edafologia (Ciències del Sòl) (vegeu 3103.12 i 3103.13) | 2511.10   | Mineralogia de sòls                                            |
| 2511 Edafologia (Ciències del Sòl) (vegeu 3103.12 i 3103.13) | 2511.11   | Gènesi i morfologia de sòls                                    |
| 2511 Edafologia (Ciències del Sòl) (vegeu 3103.12 i 3103.13) | 2511.12   | Física de sòls                                                 |
| 2511 Edafologia (Ciències del Sòl) (vegeu 3103.12 i 3103.13) | 2511.99   | Altres (especifiqueu)                                          |
| 2512 Ciències de l'Espai (vegeu 2102, 2104 i 3324)           | 2512.01   | Exobiologia                                                    |
| 2512 Ciències de l'Espai (vegeu 2102, 2104 i 3324)           | 2512.02   | Medicina espacial                                              |
| 2512 Ciències de l'Espai (vegeu 2102, 2104 i 3324)           | 2512.03   | Fisiologia espacial (vegeu 2411)                               |
| 2512 Ciències de l'Espai (vegeu 2102, 2104 i 3324)           | 2512.99   | Altres (especifiqueu)                                          |
| 2599 Altres especialitats                                    |           |                                                                |